# Schwarme
Schwarme is een gemeente in de Duitse deelstaat Nedersaksen. De gemeente is het meest noordelijke gedeelte van de Samtgemeinde Bruchhausen-Vilsen in het Landkreis Diepholz. Schwarme telt 2.572 inwoners.
Het dorp Schwarme, dat alleen via binnenwegen bereikbaar is, ligt circa 11 km ten zuiden van Thedinghausen en 12 km ten noorden van de hoofdplaats Bruchhausen-Vilsen (wanneer men via het 4 ½ km zuidoostwaarts gelegen Martfeld rijdt). Op 10½ km oostwaarts ligt Blender, dat weer 7 km ten westen van de stad Verden ligt. Op 6 km noordwestwaarts ligt Emtinghausen, dat tot de Samtgemeinde Thedinghausen behoort. Van daar is het over binnenwegen, via o.a. Riede, mogelijk om na 17 km afrit 57 van de Autobahn A1 en vandaar de zuidelijke wijken van Bremen, en de 5 km verder westelijk gelegen  luchthaven van die stad te bereiken.
Tot de gemeente Schwarme behoren, naast het dorp van die naam, de volgende  gehuchten:  
An der Heide (noordoostwaarts), Groß Borstel (zuidwestwaarts), Heidmühle (noordoostwaarts), Hörsten (zuidwestwaarts), In der Heide (noordoostwaarts), In der Weide (zuidwaarts), Klein Schwarme (noordoostwaarts), Spraken (zuidwaarts) en  Vorwiese (westwaarts).
Schwarme is tot aan de Tweede Wereldoorlog in hoge mate een agrarische gemeente gebleven. Nog altijd zijn landbouw en veeteelt de hoofdpijlers van de plaatselijke economie, hoewel hun betekenis is verminderd. Na de oorlog werd het dorp uitgebreid met een woonwijk voor Heimatvertriebene en in later jaren met kleine wijken, die bewoond worden door woonforensen, die in steden in de omgeving werken.

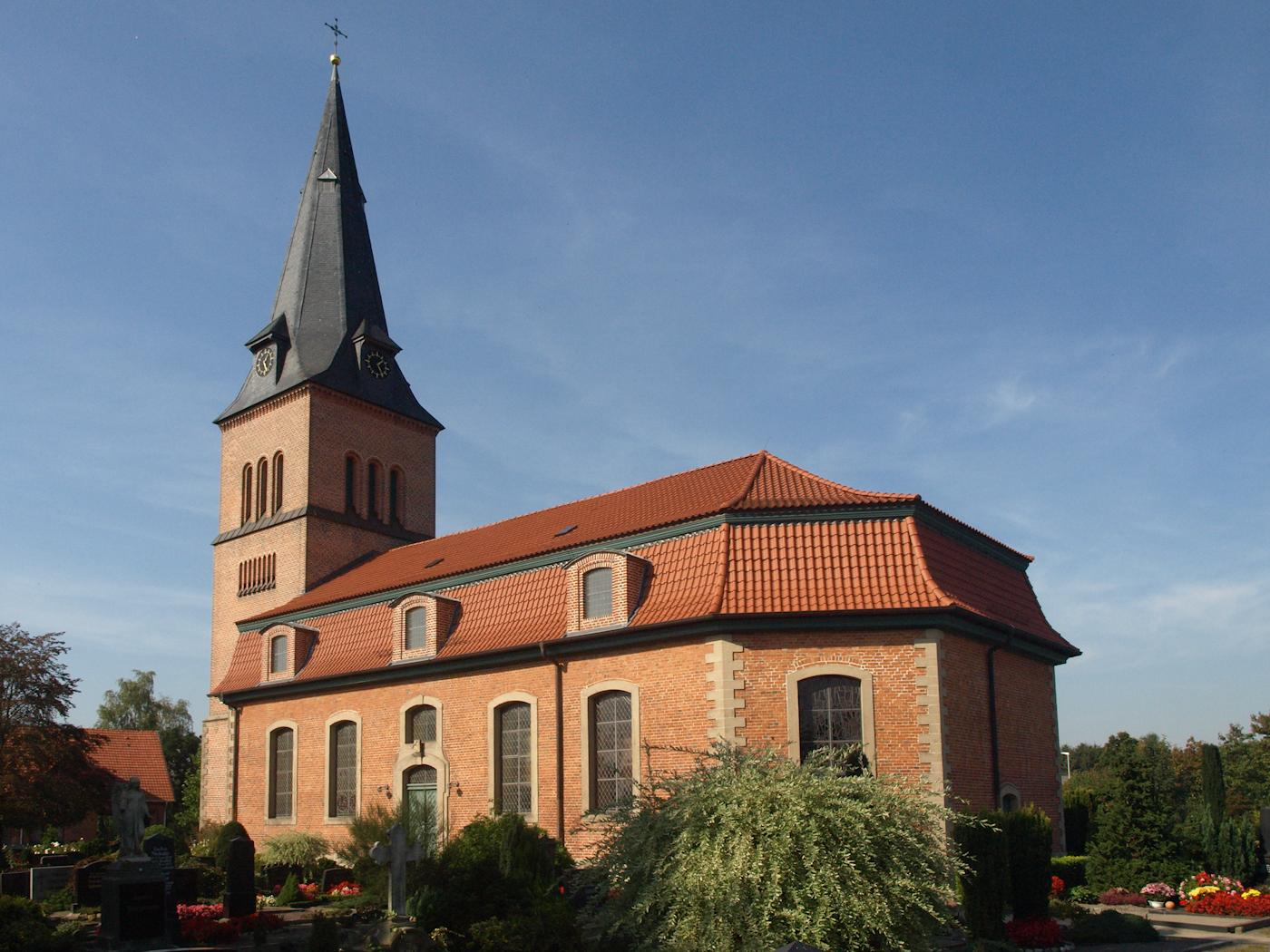
Goede-Herderkerk, Schwarme (1778; 1879 uitgebreid)

Ten zuiden van het dorp staat de in de 19e eeuw gebouwde Sprakener Mühle. Deze achtkante bovenkruier is in 1994 gerestaureerd en weer maalvaardig gemaakt. Evenals de evangelisch-lutherse Goede-Herderkerk in het dorp Schwarme zelf (1778, 1879 uitgebreid) staat de molen onder monumentenzorg.
Het dorp heeft een jumelage met Ancinnes in Frankrijk.
Voor meer informatie zie: Samtgemeinde Bruchhausen-Vilsen.

## Geboren
- Fritz Schmedes (1894-1952), SS-generaal

- Gemeinsame Normdatei: 4751782-7
- Virtual International Authority File: 242755459